# 泉谷しげるのミュージックバトル!
『泉谷しげるのミュージックバトル!』（いずみやしげるのミュージックバトル）は、文化放送で、2002年4月7日から2005年3月13日まで放送されたラジオ番組。
放送時間は日曜12:30 - 16:00。

## 番組変遷
当初は、泉谷しげると篠原涼子により『泉谷しげると篠原涼子のミュージックバトル! 決戦は日曜日』としてスタート。2002年10月に放送時間が繰り上がり、12:00スタートとなったが、2003年4月に再び12:30スタートとなった。その後、同年6月に篠原が番組を降板。7月より現在のタイトルとなった。

## 出演者

### パーソナリティ
- 泉谷しげる
- 篠原涼子（2002年4月 - 2003年6月）

### アシスタント
- 太田英明（文化放送アナウンサー）
- 村田和美（2003年7月 - 12月）
- 豊岡真澄（2004年1月 - 2005年3月）

### 中継担当
- 吉田涙子（文化放送アナウンサー）
- デンジャラス（2003年11月 - 2004年10月）
- 湯原麻利絵（2003年11月 - 2004年10月）

### 競馬中継担当
- 多和田弓子
- 文化放送スポーツアナウンサー
  - 実況アナウンサー:長谷川太、松島茂、高橋将市

## 番組内容
「決戦は日曜日」時代は、ゲストコーナーやリクエストに含めて、音楽に関するクイズや競馬中継などで、泉谷と篠原が対決する設定だった。クイズに勝つとポイントが与えられ、最終的にポイントが多い方が勝ちとなり、豪華商品がプレゼントされた。また、100点以上の差を付けて勝つと、賞金10万円が合わせてプレゼントされた。2003年7月からは対決形式を廃止、通常の音楽番組と同様、ゲストコーナーやリクエストを中心とし、その他に競馬中継や中継コーナーなどを取り入れていた。2003年11月には、神宮外苑で行われた「2003文化放送ラジオフェスティバル収穫祭」で公開生放送を実施。泉谷の放送コードぎりぎりの発言連発で観客は大爆笑し、大盛り上がりとなった。ゲストには、仲根かすみとテツandトモが登場した。